# Anne Kipp
Anne Kipp (* 25. September 1951 in Münster-Sarmsheim; † 23. Juli 2013 in Bingen am Rhein) war eine deutsche Politikerin (SPD).

## Leben und Beruf
Nach dem Abitur 1970 studierte Kipp Germanistik und Anglistik. Von 1989 bis 1991 war sie Frauenbeauftragte des Landkreises Mainz-Bingen und von 1994 bis 1999 Kreisbeigeordnete. Kipp war verheiratet und hatte zwei Kinder. Sie starb am 23. Juli 2013 nach langer Krankheit.

## Politik
Kipp trat 1976 der SPD bei. 1979 wurde sie Mitglied des Verbandsgemeinderats der Verbandsgemeinde Rhein-Nahe, in dem sie zur stellvertretenden SPD-Fraktionsvorsitzenden gewählt wurde. Von 1991 bis 2006 war sie Abgeordnete im rheinland-pfälzischen Landtag. Dabei gewann sie ihre Direktmandate drei Mal in Folge. Sie vertrat dort den Wahlkreis 29 Bingen am Rhein und war während dieser Zeit unter anderem Mitglied im Ausschuss für Frauenfragen (stellv. Vorsitzende), Mitglied im Ausschuss für Kultur, Jugend und Familie, Vorsitzende des Arbeitskreises Frauen, Mitglied im Arbeitskreis für Kultur, Jugend und Familie und Mitglied der Arbeitsgruppe Drogen und Sucht.